# المسنة (عفرين)
المسنة  قرية سوريّة تتبع إداريّاً لمحافظة حلب منطقة عفرين ناحية راجو، بلغ تعداد سكانها 20 نسمة حسب التعداد السكاني لعام 2004.